# Инджарли
Инджарли (на гръцки: Πολύσυκο, Полисико, на катаревуса: Πολύσυκον, Полисикон, до 1927 година Ιντζερλίκ, Индзерли) е село в Република Гърция, разположено на територията на дем Бук (Паранести), област Източна Македония и Тракия.

## География
Селото е разположено на 700 m височина в Южните Родопи, североизточно от Драма и северозападно от Бук.

## История
В края на XIX век Инджарли е турско село в Драмската кааза на Османската империя. След Междусъюзническата война попада в Гърция. Не фигурира в гръцкото преброяване от 1913 година, а в 1920 година има 88 жители.
В 1923 година населението на Инджарли е изселено в Турция по силата на Лозанския договор, а в селото са настанени гръцки бежанци. В 1927 година името на селото е сменено на Полисикон. Към 1928 година селото е изцяло бежанско със 17 семейства и общо 67 души.
| Година    | 1913 | 1920 | 1928 | 1940 | 1951 | 1961 | 1971 | 1981 | 1991 | 2001 | 2011 | 2021 |
| --------- | ---- | ---- | ---- | ---- | ---- | ---- | ---- | ---- | ---- | ---- | ---- | ---- |
| Население |      | 88   | 63   | 0    | 62   | 74   | 31   | 0    | 18   | 28   | 15   | 12   |